# كميل جابي
كميل جابي (بالفرنسية: Camille Japy)‏ هي ممثلة فرنسية، ولدت في 7 سبتمبر 1968 في بلجيكا.

## أعمال

### أفلام
- (2008) تيكن[3]
- (2013) على الدراجة مع موليير[4]

## وصلات خارجية
- كميل جابي على موقع IMDb (الإنجليزية)
- كميل جابي على موقع قاعدة بيانات الأفلام العربية
- كميل جابي على موقع ألو سيني (الفرنسية)
- كميل جابي على موقع أول موفي (الإنجليزية)
- كميل جابي على موقع قاعدة بيانات الأفلام السويدية (السويدية)
- كميل جابي على موقع قاعدة بيانات الفيلم (الإنجليزية)
- كميل جابي على موقع كينوبويسك (الروسية)